# L. L. Foreman
Leonard Foreman, född  23 juni 1901 i West Ham, Essex, London, Storbritannien, död 8 september 1969 i Polk County, Oregon, USA.
Foreman skrev många berättelser för amerikanska pulp-magasin från mitten av 1930-talet fram till början av 1950-talet. 

## Biografi
Foremans föräldrar Edward Albert Foreman och Agnes Elizabeth Foreman (född Manuell) kom båda från London och Leonard Foreman var yngst av fem syskon (han hade två bröder och två systrar). Tidigast 1910, men troligen senare, flyttade familjen till Irland. Under första världskriget arbetade Leonard Freeman troligen vid varv i Belfast och enligt obekräftade uppgifter ska han ha deltagit i första världskriget och varit tysk krigsfånge under tio månader (bekräftat är endast att Leonards äldre bror E. A. Foreman var krigsfånge 1918).
Konflikter på Irland ledde till att Leonard Foreman planerade att emigrera till Australien, men i stället kom han till New York, USA, 1922. Efter att ha flyttat till Florida gifte han sig 1933 med Theodora Pace från Birmingham, Alabama.
Första gången Foreman publicerades var i december 1934 med Noose fodder i Western Aces. De följande åren skulle många av hans berättelser publiceras i detta magasin och författaren skrev sitt namn som L. L. Foreman, vilket skulle tolkas som Leonard London Foreman. 1938 flyttade Foreman sina berättelser om Preacher Devlin till Western Story.
1942 hade Foremans skrivit berättelsen The renegade, som 1952 blev underlag till filmen The savage (Gule Örnens son), regisserad av George Marshall och med Charlton Heston i huvudrollen. Andra böcker som filmades var The lone gun (Gamarnas näste) 1954 i regi av Ray Nazarro, Arrow in the dust (Desertören) också 1954 i regi av Lesley Salander, Long rider Jones under filmtiteln The storm rider (Nattens ryttare) 1957 i regi av Edward Bernds och ´The gambler wore a gun 1961 i regi av Edward L. Cahn. Två av Foremans berättelser var 1958 underlag till avsnitt i TV-serien Cheyenne´: The gamble, regisserat av Leslie H. Martinson, och Wagon-tongue north, regisserat av Lee Sholem.